# Beregovye (kulle)
Beregovye är en kulle i Antarktis. Den ligger i Östantarktis. Australien gör anspråk på området. Toppen på Beregovye är 513 meter över havet.
Terrängen runt Beregovye är kuperad åt sydväst, men åt nordost är den platt. Trakten är obefolkad. Det finns inga samhällen i närheten.